# (362) Гафния
(362) Гафния (лат. Havnia) — крупный астероид главного пояса, принадлежащий к астероидам тёмного спектрального класса C. Астероид был открыт 12 марта 1893 года французским астрономом Огюстом Шарлуа в обсерватории Ниццы и назван в честь латинского названия датского города Копенгаген.